# 始興ハヌルサービスエリア
始興ハヌルサービスエリア（シフンハヌルサービスエリア）は、大韓民国京畿道始興市の首都圏第一循環高速道路上にあるサービスエリア。大韓民国で初めて本線上に建設された上空型サービスエリアである。

## 道路
- 首都圏第一循環高速道路

## 施設
- 食堂
- コーヒー専門店
- バス停

## 隣
首都圏第一循環高速道路
(28-1) 道理JCT - 始興ハヌルSA - (29) 鳥南JCT